# Vindafjord
Vindafjord è un comune norvegese della contea di Rogaland.